# 加拿大共产党（萨斯喀彻温）
加拿大共产党（萨斯喀彻温）（英語：Communist Party of Canada (Saskatchewan)）是加拿大共产党在萨斯喀彻温省的分支。1938年—1986年，该党多次提名候选人竞选萨斯喀彻温立法议会议员，除1938年有两名成员作为当时加拿大共产党领导的人民阵线组织“团结”提名的候选人当选以外，再无候选人当选。目前，加拿大共产党（萨斯喀彻温）已解散。